# Park In-hwan
Park In-hwan (hangeul : 박인환), 15 août 1926 - 20 mars 1956, est un écrivain sud-coréen.

## Biographie
Park In-hwan est né à Inje, dans la province coréenne de Gangwon-do pendant la période de la domination japonaise. Il sort diplômé du lycée Kyunggi en 1945 puis entre à l'école de médecine de Pyongyang. Après la Libération, il quitte l'école et ouvre une petite librairie nommée "Mariseosa" dans le quartier Jongno à Séoul. Il s'est intéressé à la poésie dès l'adolescence et en 1946 il publie son premier poème intitulé Rue (Geori) dans le journal Kukje Shinmun. En 1949, il coécrit un recueil de poésie intitulé Une nouvelle ville et un chœur de citoyens (Saero-un doshi-wa shimindeurui hapchang), avec quatre autres poètes, entre autres Kim Gyeong-rin (김경린, 金璟麟) et Kim Soo-young (김수영, 金洙映). Ce livre lui a permis d'obtenir une certaine notoriété et lui a conféré l'étiquette de poète moderniste. En parallèle, il a mené une carrière de journaliste qu'il a commencée en 1949 pour le quotidien Kyunghyang Shinmun. Plus tard, en 1951, il devient leur correspondant de guerre. En 1955, il se rend aux États-Unis par bateau et, la même année, il publie un recueil intitulé Recueil de poèmes de Park In-hwan. Ces poèmes sont connus notamment pour leur représentations de la vie de bohème.
Park est décédé en mars 1956, à l'âge de 29 ans, mort à son domicile d'une crise cardiaque après des excès de boisson dans le quartier Myeongdong. Une semaine avant sa mort, il avait écrit un poème intitulé Si le temps s'écoule (Sewori gamyeon) qui est devenu populaire dans toute la Corée.

## Œuvre
L'Institut coréen de traduction littéraire (LTI of Korea) résume les contributions de Park à la littérature coréenne de cette manière :
La poésie de Park In-hwan peut être présentée comme un exercice d'observation continue de la modernisation de la Corée du Sud en constante évolution. Son œuvre tend à refléter les conséquences imprévues sur l'homme de cette transformation accélérée. Sa poésie dépeint ainsi les dures réalités de l'urbanisation contemporaine, mais aussi la tragédie et le sang versé à travers les guerres internationales. Sa poésie est traversée par un sentiment général de perte des repères et de désespoir. Cependant, cette poésie ne peut être classée dans la poésie dite réaliste : sauf quelques exceptions notables, beaucoup de ses textes sont nuancés par une reconnaissance abstraite du monde extérieur. L'auteur, loin de vouloir se limiter à une description concrète de la métamorphose, délivre un discours en ellipse sur la vie de ses contemporains.
Ses premiers écrits  ont montré une réaction hostile face aux anciennes techniques d'écriture, comme celle que l'on peut retrouver dans son poème "Cerf bleu" (Cheongnok), sorte d'école du sentimentalisme qui célèbre l'affinité entre la nature et l'homme. Mais il n'existe pas de copies de sa première œuvre littéraire majeure, La revue des nouvelles poésies (Shinshiron), qu'il a publiée avec d'autres poètes tels que Kim Gyeong-rim, Yang Byeong-shik, Kim Soo-young, Lim Ho-kwon, et Kim Byeon-guk. Son recueil, Une nouvelle ville et un chœur de citoyens (Saero-un doshi-wa shimindeurui hapchang), a montré son rejet du sentimentalisme traditionnel de ses prédécesseurs. L'anthologie, publié en collaboration avec Kim Gyeong-rim et Kim Su-yeong, a marqué l'avènement d'une école révolutionnaire au sein de la littérature coréenne qui a cherché à créer un nouveau langage pour dépeindre une Corée où l'urbanisation massive est devenue un thème majeur. La Guerre de Corée a marqué un changement important dans son style d'écriture. En tant que témoin de la mort et du désespoir semés par les combats, il a publié des poèmes tels que Fusée de détresse (Shinhotan), Sur le chemin du retour (Gohyang-e gaseo), et Ce qui pose problème (Munjedoeneun geot), qui expriment toute la tristesse des victimes de blessures physiques et psychologiques .
D'autres poèmes de Park In-hwan comme Dieu malheureux (Bulhaenghan shin), Dieu noir (Geomeun shiniyeo), et Dialogue final (Choehu-ui hoehwa), constituent des œuvres plus sombres exprimant le mécontentement et le sentiment de désespoir devant le monde moderne. Ce poète a été parfois critiqué sur ce point : on lui a reproché de mêler ses observations de la société contemporaine avec un regard irrémédiablement pessimiste. À l'exception de À ma petite fille (Eorin ttarege) et Sans aucune larme (Hanjulgi nunmuldo eopshi), on lui a reproché d'avoir eu recours au fantastique et à l'étrange comme seuls remèdes aux problèmes de la modernité, plutôt que de trouver une réponse concrète et tangible .